# Lijst van rangen bij de Belgische brandweer
Dit is een lijst van rangen bij de Belgische brandweer.

## Rangen
De Belgische brandweer kent net als politie en strijdkrachten een systeem van rangen. 
De brandweerlieden dragen epauletten op hun kazernekleding en officieel uniform als teken van hun rang.
Voor de brandweerhervorming van 2015 werd personeel van de Belgische brandweerdiensten enkel aangeworven in de graad van brandweerman (diploma lager middelbaar onderwijs volstond in sommige korpsen, anderen vroegen hoger secundair onderwijs) en onderluitenant (hoger secundair onderwijs voor C, Y en Z korpsen, masterniveau voor X korpsen). De andere graden konden enkel bereikt worden via bevorderingen.
Sinds de brandweerhervorming zijn enkel de basisgraden behouden gebleven, de graden bestaande uit een basisgraad met toevoegsel ( -chef, onder- , e.d.) verdwijnen. Concreet betekent dit dat er acht graden overblijven: brandweerman, korporaal, sergeant, adjudant, luitenant, kapitein, majoor en kolonel. Aanwerving gebeurt enkel als brandweerman (vereist diploma secundair onderwijs) of als kapitein (vereist diploma master). 
Ook werd de taakverdeling tussen de acht niveaus scherper gemaakt: brandweermannen en korporaals (= "brandweerman-specialisten") zijn verantwoordelijk voor uitvoerende taken. Sergeanten fungeren als ploegbazen, terwijl adjudanten actief zijn als specialisten in een bepaalde materie (HRM, gevaarlijke stoffen,...) en dus minder operationele taken uitvoeren. Luitenants doen dienst als hoogste operationele leidinggevenden (in principe zijn dit vooral onderofficieren na sociale promotie), terwijl de niveaus vanaf kapitein actief zullen zijn als manager.
De rangen op deze lijsten staan vermeld van hoogste naar laagste rang.
Om ter plaatse belangrijke functies aan te geven, zijn op de helmen van sommige brandweerlieden (vaak bevelvoerders of commandanten) strepen aangebracht.

## Brandweergraden voor 01/01/2015
| Hoger kader         | Hoger kader | Hoger kader |
| ------------------- | ----------- | ----------- |
| Luitenant-kolonel   |             |             |
| Majoor              |             |             |
| Kapitein-commandant |             |             |
| Kapitein            |             |             |
| Luitenant           |             |             |
| Onderluitenant      |             |             |
| Onderofficieren     |             |             |
| Adjudant-Chef       |             |             |
| Adjudant            |             |             |
| Sergeant-majoor     |             |             |
| 1ste Sergeant       |             |             |
| Sergeant            |             |             |
| Manschappen         |             |             |
| Korporaal           |             |             |
| Brandweerman        |             |             |

## Brandweergraden vanaf 01/01/2015
| Hoger kader                          | schouderpassant | helmstrepen |
| ------------------------------------ | --------------- | ----------- |
| Zonecommandant                       |                 |             |
| Kolonel                              |                 |             |
| Majoor                               |                 |             |
| Kapitein                             |                 |             |
| Luitenant                            |                 |             |
| Middenkader                          |                 |             |
| Adjudant                             |                 |             |
| Sergeant-majoor (enkel in Brussel)   |                 |             |
| Sergeant                             |                 |             |
| Basiskader                           |                 |             |
| Korporaal                            |                 |             |
| 1ste brandweerman (enkel in Brussel) |                 |             |
| Brandweerman                         |                 |             |